# Mourisaq
|  | Sammenskrivningsforslag Artiklen Moriusaq er foreslået føjet ind i Mourisaq. (Siden marts 2025) Diskutér forslaget |

Moriusaq er en bygd med omkring 5-10 indbyggere i Nordgrønland, beliggende ca. 30 km vest for Qaanaaq i Avannaata Kommune. Indtil 2009 tilhørte bygden Qaanaaq Kommune. 
Der er gode fangstmuligheder i området, og en del af de få tilbageværende familier lever af fangst. Mange er i de seneste år flyttet til især Qaanaaq. 
Der findes i bygden en velforsynet butik, tankanlæg og kirke.

## Social- og sundhedsvæsen
Bygden besøges årligt af læge og tandlæge.
Bygdens børn undervises på "skolen", Moriusap Atuarfia, der har elever fra 1. til 9. klassetrin. Der er to undervisningslokaler, som også bruges til kirkesal og bibliotek.